# Reasons for Living Inventory
Das „Reasons for Living Inventory“ (RFL) ist ein 1983 von Linehan et al. entwickeltes psychologisches Testverfahren und misst die Wahrscheinlichkeit eines Suizids basierend auf der Theorie, dass einige Faktoren Suizidgedanken abschwächen können. Daher enthält der Fragebogen 48 Items, die verschiedene Gründe angeben, die gegen einen Suizid sprechen. Diese einzelnen Gründe müssen jeweils auf einer Likert-Skala von 1 bis 6 bewertet werden. 
Die Messung wird in sechs Subskalen aufgeteilt: 
- Überlebens- und Bewältigungsvorkehrungen
- Verantwortung für Familie
- Kinderangelegenheiten
- Angst vor Selbstmord
- Angst vor sozialer Missbilligung
- Moralische Einwände

Die erzielten Werte werden als Durchschnitt für den gesamten Test und die einzelnen Subskalen aufgeführt. Der Fragebogen ist zuverlässig und valide, wird aber in der Forschung im Vergleich zum klinischen Alltag weitaus mehr eingesetzt. Zu anderen Variationen des Fragebogens gehören die „College Students Reasons for Living Inventory“, und die „Brief Reasons for Living Inventory“. Die „College Students Reasons for Living Inventory“ ersetzt die Verantwortung für Familie Subskala mit einer Verantwortung für Familie und Freunde Subskala und die das Kind betreffende Subskala wird durch eine College und Zukunft betreffende Subskala ersetzt. Die „Brief Reasons for Living Inventory“ verwenden nur 12 der Items aus der „Reasons for Living Inventory“. Das RFL wurde in verschiedene Sprachen übersetzt und adaptiert, wie Italienisch, Schwedisch und Spanisch.